# Éder Martins
Éder Citadin Martins (Lauro Müller, 1986. november 15. –) brazil olasz válogatott labdarúgó, a São Paulo játékosa.

## Sikerei, díjai

### Klub
- Csiangszu Szuning
  - Kínai Szuperliga: 2020

- São Paulo
  - Campeonato Paulista: 2021

### Egyéni
- Seria B gólkirálya: 2010